# Jaman North District
Der Jaman North District ist ein Distrikt in Ghana. Er ist im Zentrum Ghanas in der Bono Region gelegen und grenzt an die Distrikte Jaman South, Berekum, Tain und Banda in der Bono Region. Ferner grenzt er an den Nachbarstaat Elfenbeinküste. Chief Executive ist Elisabeth Oba.
Erst per Präsidialdekret von Präsident John Agyekum Kufuor vom 12. November 2003 wurde zum Jahresanfang 2004 der Jaman North District ebenso wie der Jaman South District durch Aufteilung des ehemaligen Jaman District gebildet.
Im Distrikt Jaman besteht nur ein gleichnamiger Wahlkreis.

## Wichtige Ortschaften
- Duadaso II
- Suma-Ahenkro
- Duadaso No.1
- Jamera
- Kogyei
- Old Drobo